# 武徳殿
武徳殿（ぶとくでん）は、
1. 平安時代に大内裏にあった殿舎の一つ。

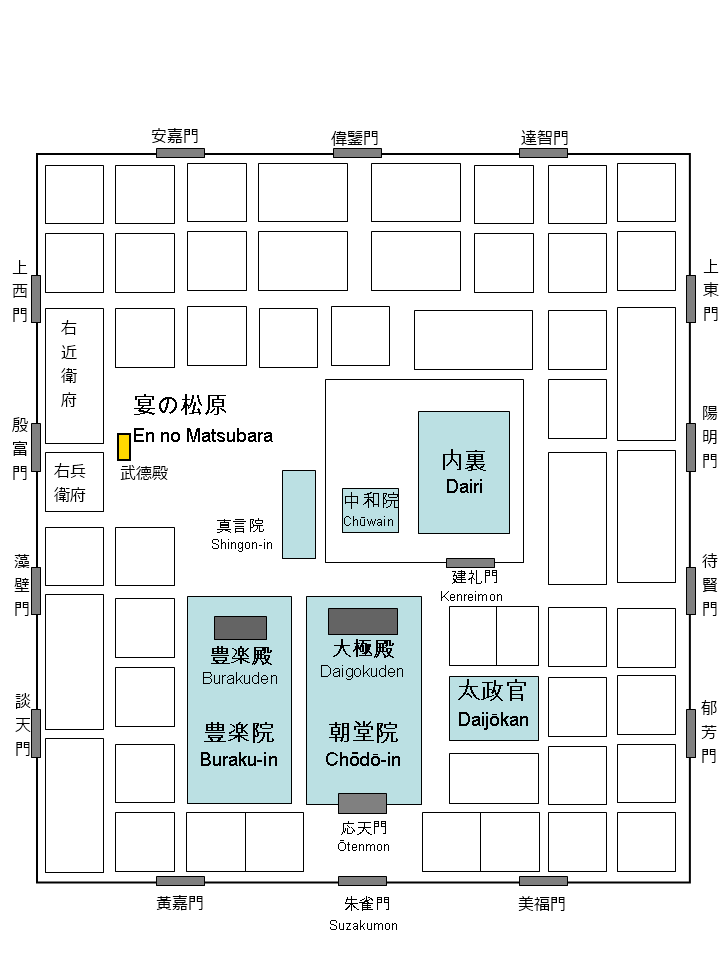
大内裏の図。オレンジ色の部分は武徳殿の位置

2. 大日本武徳会の本部道場。1.に因んで「武徳殿」と名付けられた。全国各地（外地を含む）の武徳会の支部道場も「武徳殿」と名付けられた。

## 大内裏の武徳殿
宮中で競馬などを観覧する際に用いられた。大内裏の西方に位置し、右近衛府、右兵衛府の間を通り、殷富門に面していた。武徳殿の東は馬場、宴の松原などが広がっていた。

## 大日本武徳会の武徳殿
明治28年（1895年）に設立された大日本武徳会の本部道場は、かつて大内裏にあった武徳殿に因んで「武徳殿」と名付けられた。

全国各地（外地を含む）の武徳会の支部道場も、本部に倣って「武徳殿」と名付けられた。地方の武徳殿は、第二次世界大戦以前は現在の都道府県立や市町村立の武道館に相当する機能を果たしていた。
現存する古い道場建築が少なくなっているため、現存するものは文化財としての価値が高いものがある。大日本武徳会本部の旧武徳殿（京都府京都市左京区）では毎年、武徳祭大演武会が開催された。

### 現存する武徳殿

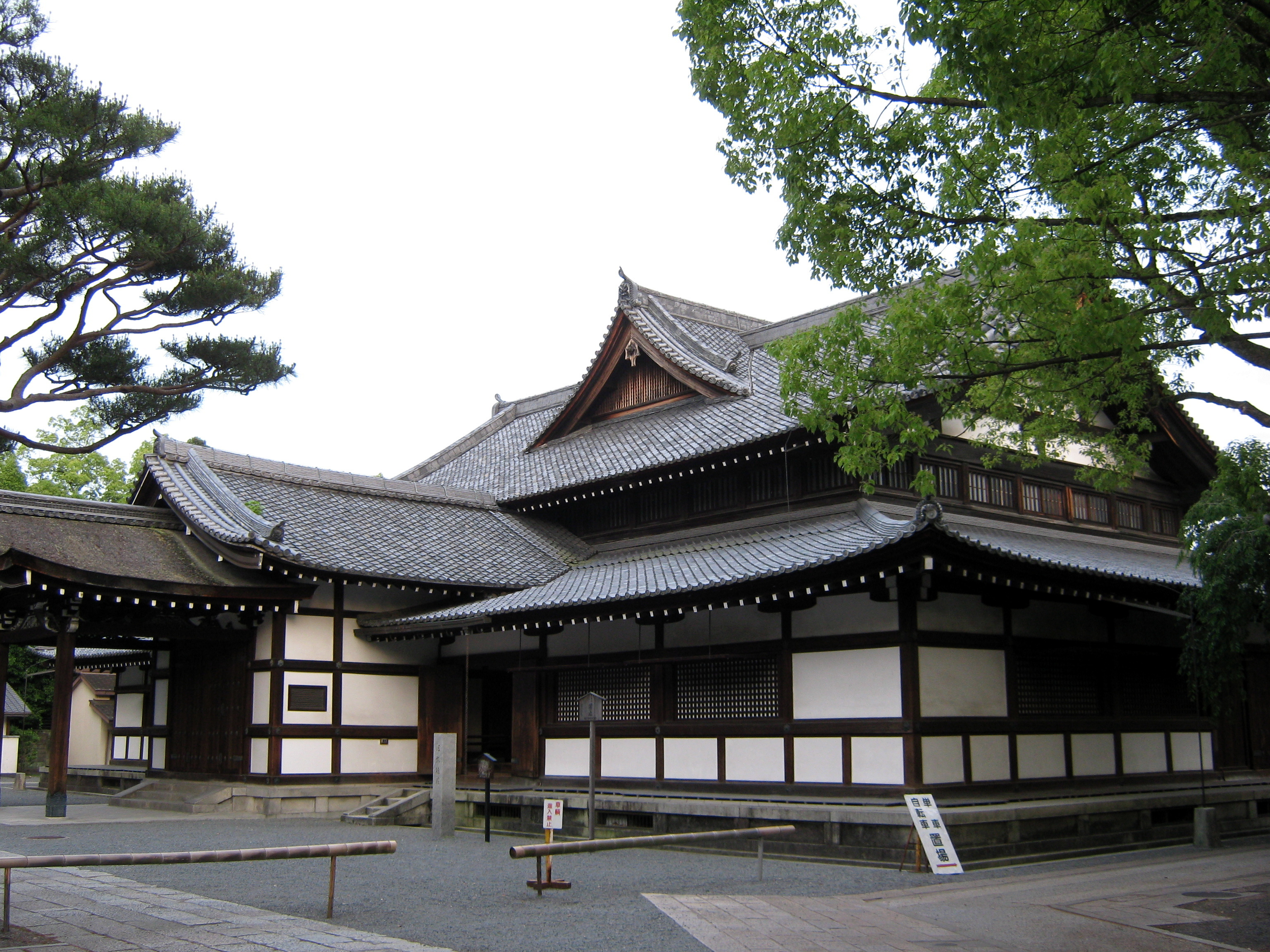
京都旧武徳殿

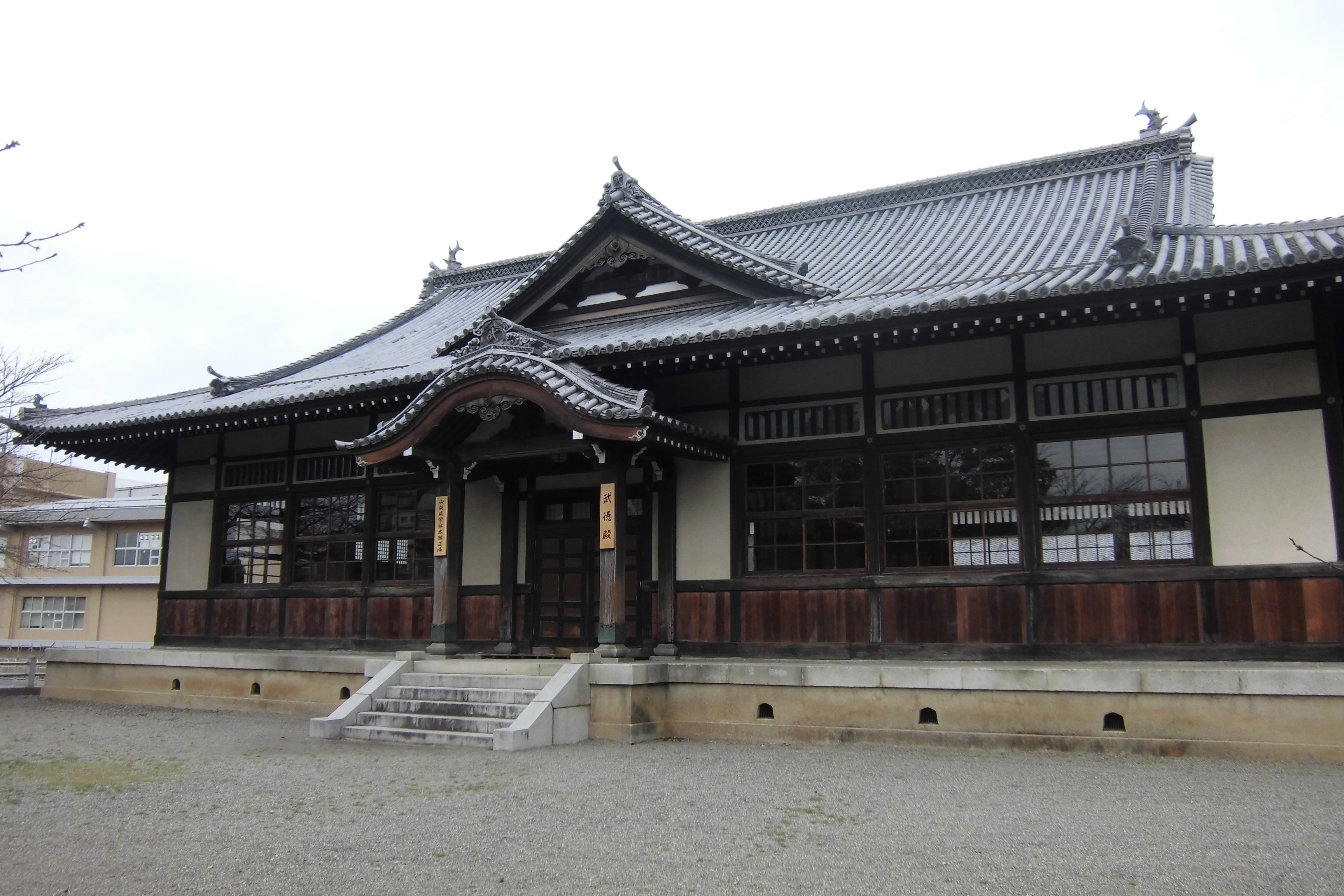
山梨県甲府武徳殿

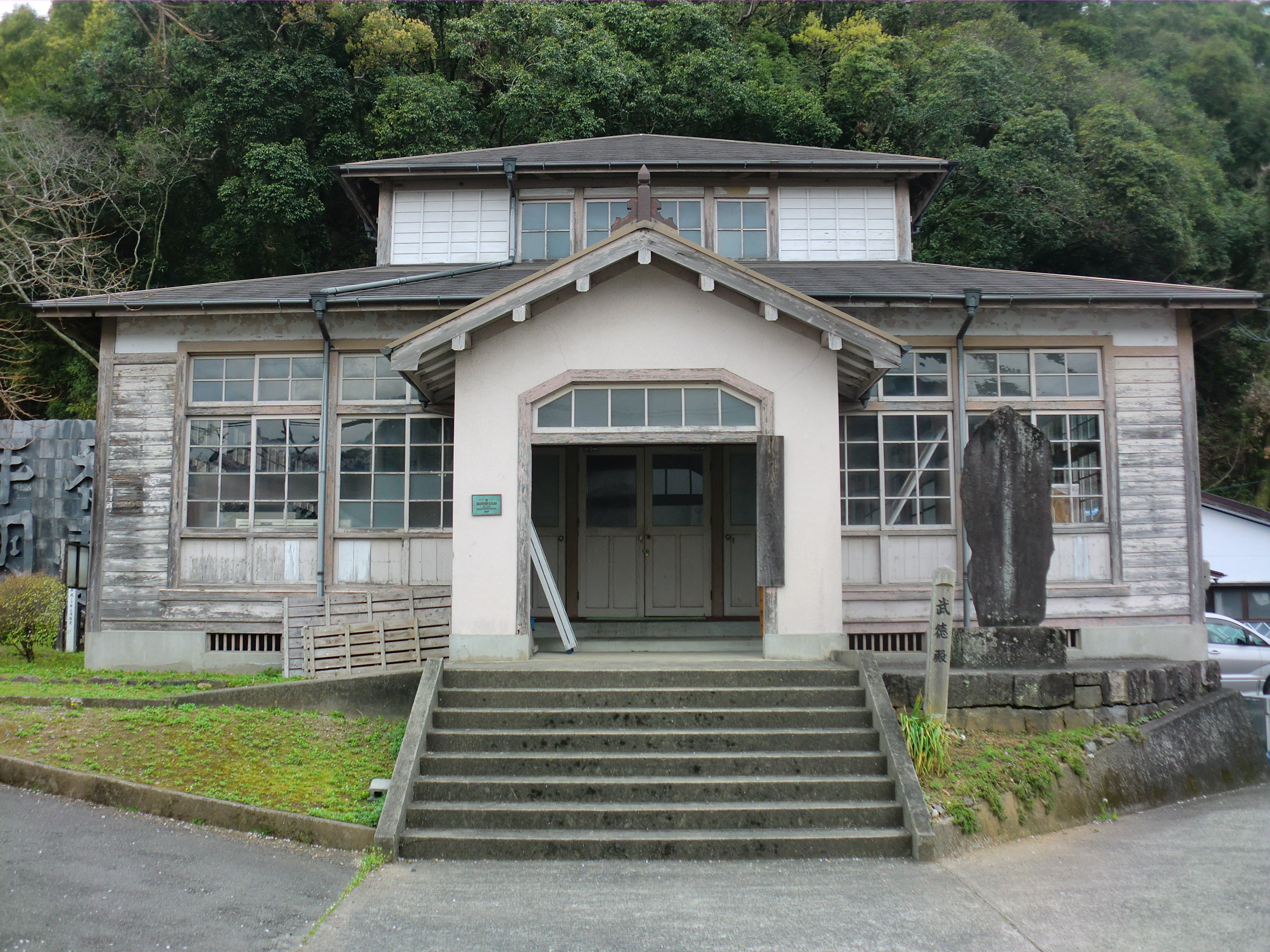
芦北町立武徳殿

#### 日本
- 旧武徳殿（重要文化財）
- 京都市武道センター（市指定文化財）
- 平安道場（廃墟化していたが、2011年（平成23年）、青蓮院へ譲渡され、2016年（平成28年）に将軍塚（青蓮院飛地境内）に移築された[1]）
- 日光東照宮武徳殿（栃木県日光市、国の登録有形文化財）
- 山口県警察体育館
- 鳥取県天徳寺本堂（寺の本堂として再利用。柱などの追加があるが、外観、基本構造、当時の鬼瓦などが現存）
- 宮崎県警察学校武徳殿
- 佐賀県警察体育館
- 滋賀県立体育文化館　（三井道男設計、1937年（昭和12年）竣工。2009年（平成21年）1月末 閉鎖）
- 芦北町立武徳殿（熊本県・国の登録有形文化財）
- 新居浜武徳殿（愛媛県・国の登録有形文化財）
- 山梨県甲府武徳殿　甲府城址、二の丸跡に現存。現在も柔道などに使用。
- 青森県弘前武徳殿　弘前城城址内に現存。
- 福島市板倉神社武徳殿　福島県会津若松市芦ノ牧温泉に移築され、旅館「仙峡閣」として使用中。
- 栃木市剣道場（武徳殿）　1911年（明治44年）4月3日、元・宇都宮藩戸田家の剣道指南藤田高綱らにより設立。現在は栃木市の所有。
- 新潟県三条市武徳殿　1935年（昭和10年）建設。現在は三条市歴史民俗産業資料館。2009年（平成21年）、国の登録有形文化財に登録。
- 埼玉県川越市　川越城本丸御殿（玄関部のみ現存）は、現存する唯一の城郭本丸御殿の遺構だが、一時期武徳殿として使用されていた。

#### 台湾
州庁級武徳会支部
- 台中武徳殿（台中市・解体移築）

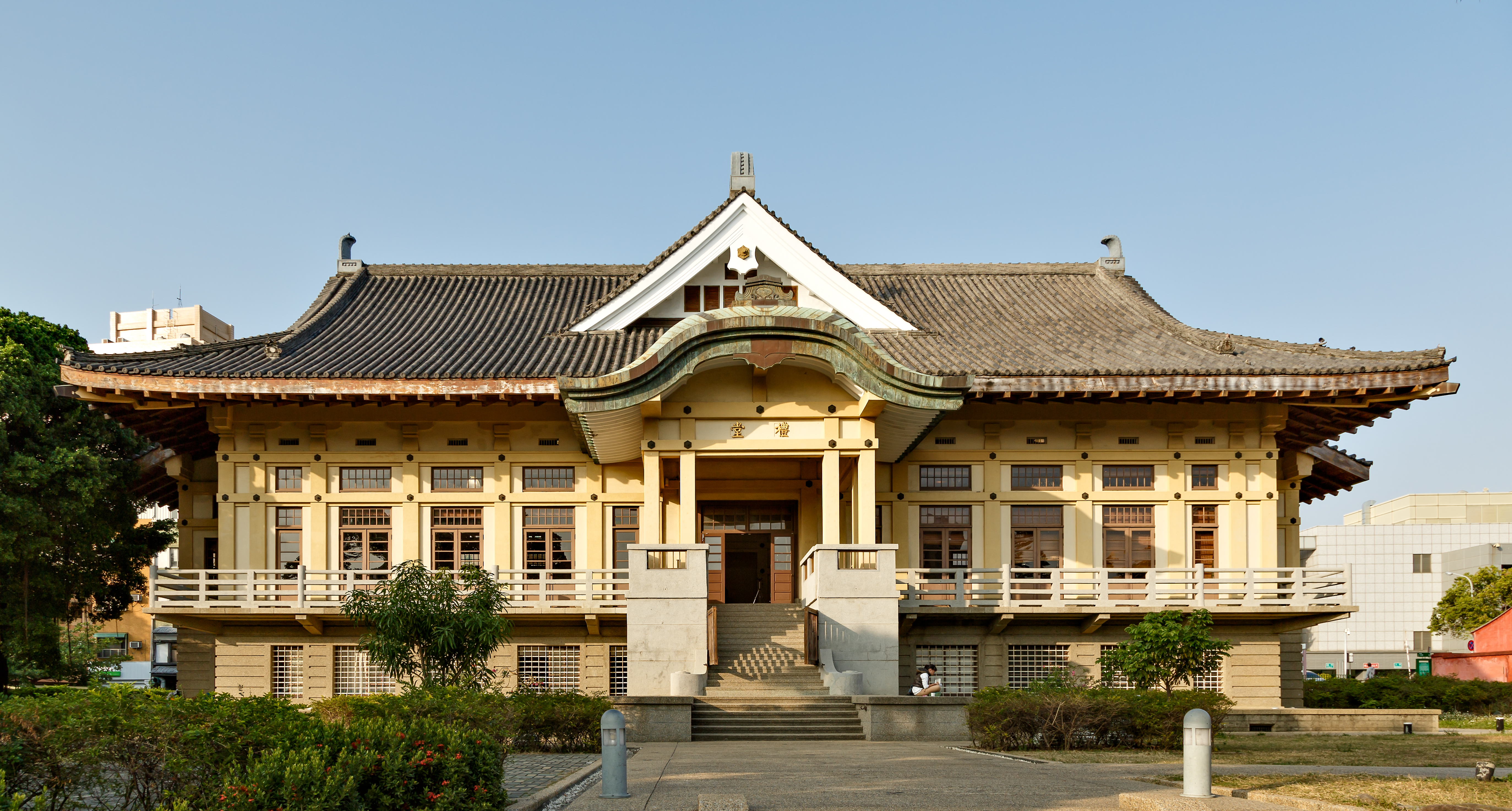
台南武徳殿

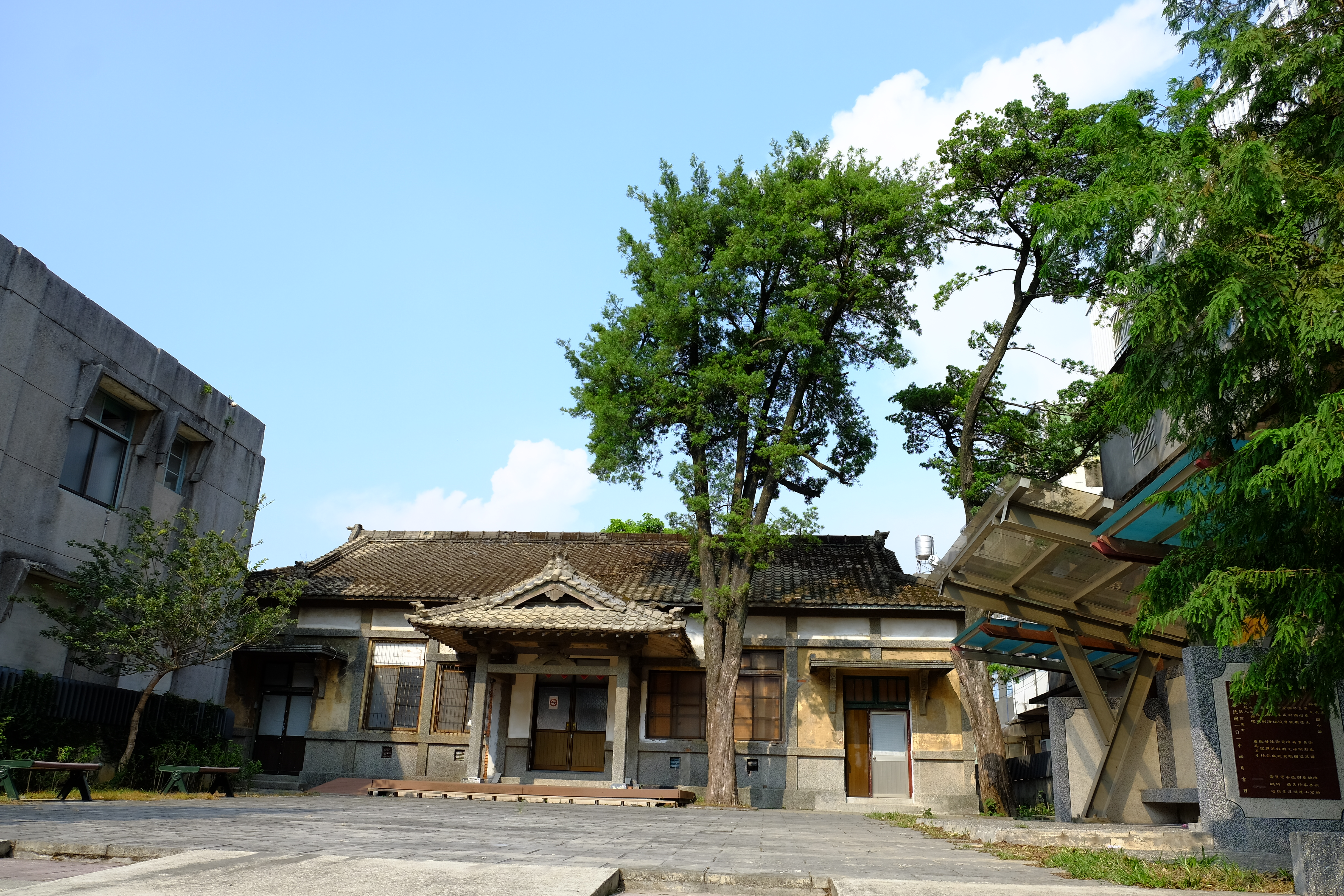
龍潭武徳殿

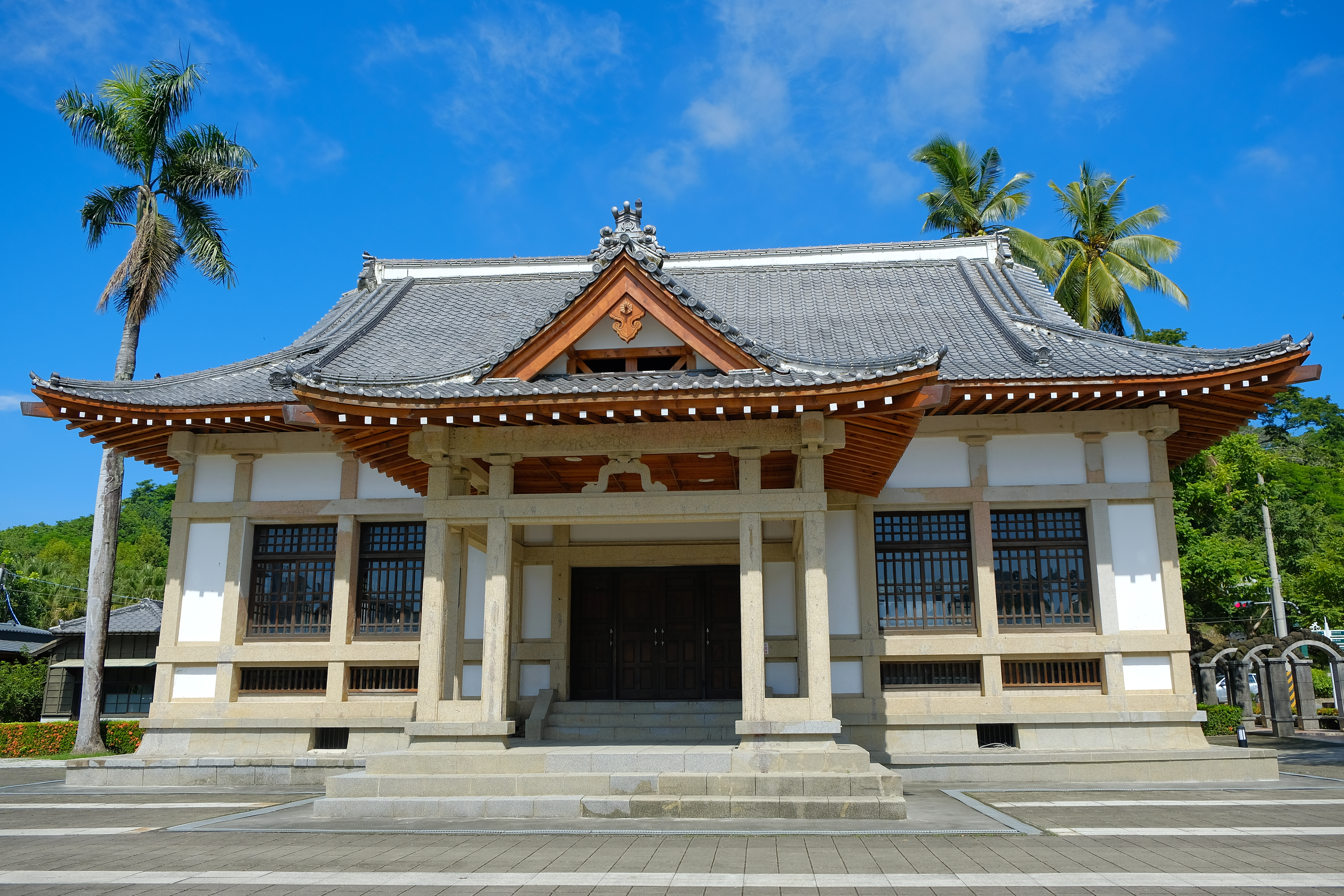
旗山武徳殿

- 高雄市武徳殿（振武館）（高雄市・市定古跡）
- 台南武徳殿（台南市・市定古跡）

郡市級武徳会支所
- 新荘武徳殿（新北市新荘区・歴史建築）
- 大渓武徳殿（桃園市大渓区・歴史建築）
- 彰化武徳殿（彰化県彰化市・県定古跡）
- 南投武徳殿（南投県南投市・歴史建築）
- 新化武徳殿（台南市新化区・歴史建築）
- 旗山武徳殿（高雄市旗山区・焼失・改築）
- 屏東武徳殿（屏東県屏東市・歴史建築）

街、庄級武徳会分会
- 龍潭武徳殿（桃園県龍潭郷・歴史建築）
- 二林武徳殿（彰化県二林鎮・歴史建築）
- 枋寮武徳殿（屏東県枋寮郷・歴史建築）

刑務所系
- 新竹少年刑務所演武場 （新竹市・市定古跡）
- 台中刑務所演武場（台中市西區・歴史建築）
- 台南刑務所嘉義支所演武場（嘉義市・歴史建築）
- 台南刑務所演武場（要道館）（台南市・市定古跡）

#### 中国

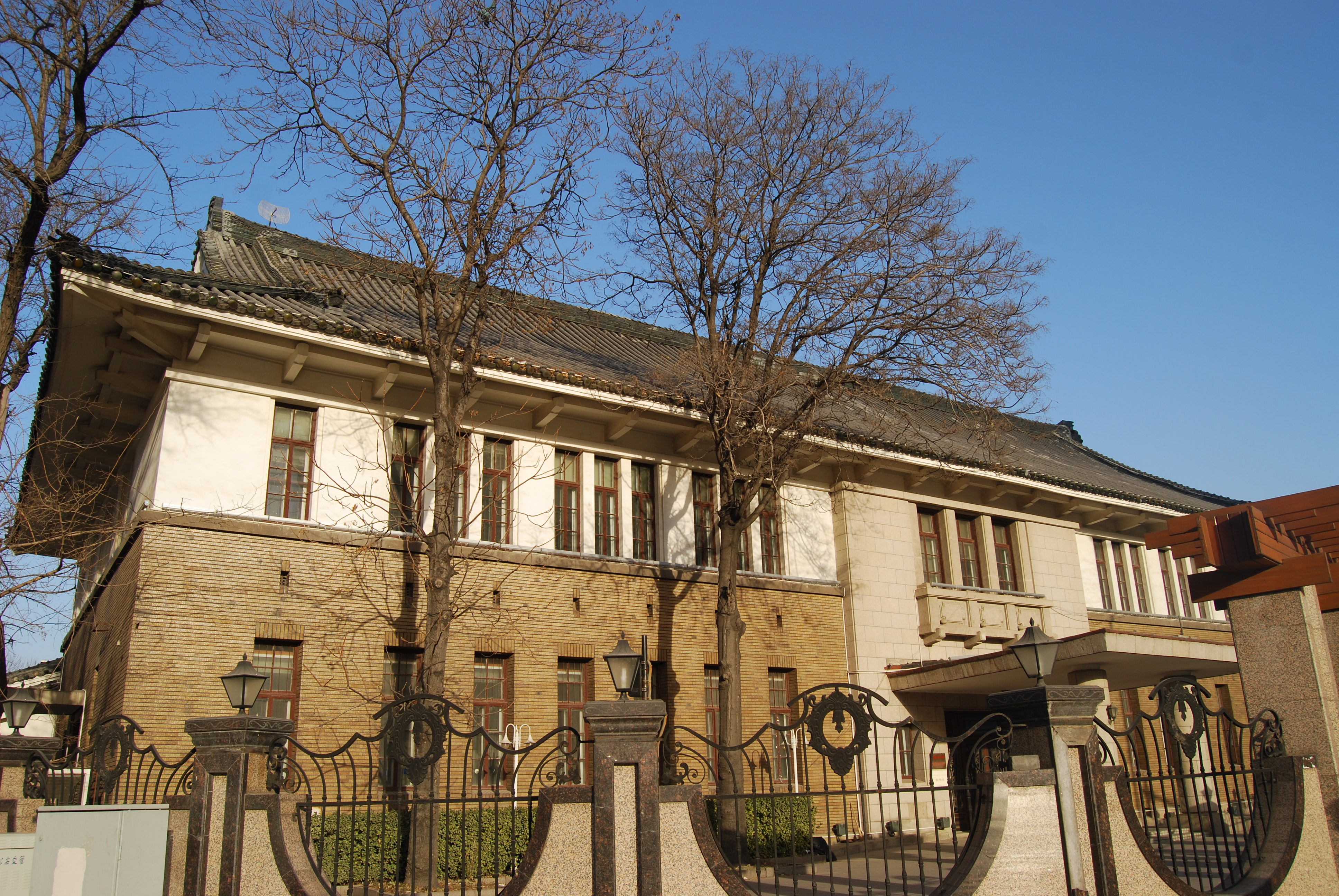
天津武徳殿

- 天津武德殿（市指定文化財）
- 長春神武殿（中国語版）

#### 韓国
- 忠清南道武德殿（충청남도 무덕전），1935年竣工，朝鮮戦争焼失[2]，1963年再建尚武館（상무관）[3]